# Бавенкур
Бавенкур (фр. Bavincourt) насеље је и општина у североисточној Француској у региону Север-Па д Кале, у департману Па де Кале која припада префектури Арас.
По подацима из 2011. године у општини је живело 376 становника, а густина насељености је износила 49,87 становника/km². Општина се простире на површини од 7,54 km². Налази се на средњој надморској висини од 180 метара (максималној 177 m, а минималној 125 m).

## Демографија
| 1962. | 1968. | 1975. | 1982. | 1990. | 1999. | 2011. |
| ----- | ----- | ----- | ----- | ----- | ----- | ----- |
| 377   | 403   | 373   | 327   | 353   | 347   | 376   |

График промене броја становника у току последњих година